# 新洲镇 (竹溪县)
新洲镇是中华人民共和国湖北省十堰市竹溪县下辖的一个镇。
2015年，湖北省民政厅批复同意撤销新洲乡，设立新洲镇。

## 行政区划
新洲镇下辖以下村级行政区划单位：
潭口河村、吴家湾村、南花村、鲁滩坝村、紫金洞村、新发村、云霄观村、双龙村、凡亭村、贺家湾村、洄洋村、孟家渠村、板凳岭村、杨家湾村、观音堂村、三盛院村、烂泥湾村、白云寺村和观音堂茶场。